# Forteresse de Tachkent
La forteresse de Tachkent est un ouvrage militaire d'importance qui a été construit à Tachkent par le général Tcherniaïev en 1865, lors de la conquête russe du Turkestan. Il n'en subsiste plus aujourd'hui que quelques vestiges.

## Historique
La construction de la forteresse, sur la rive gauche du canal Ankhor, a eu lieu de d'août à octobre 1865, après la conquête de Tachkent en juin 1865. Son plan est conforme au génie militaire de l'époque avec un plan de six côtés. Elle est protégée par des fosses, ainsi que par des bastions aux angles. Ses murailles de briques sont défendues par des tourelles crénelées. À l'intérieur de la forteresse se trouvaient les casernes de six régiments d'infanterie, des bâtiments pour les officiers, une armurerie (Zeughaus), un hôpital militaire de cent cinquante lits, etc.
L'entrée principale était constituée par la porte de briques jaune-gris du côté est qui donnait sur la nouvelle ville européenne dont la construction démarra en même temps que la forteresse. Celle-ci possédait trois portes principales baptisées d'après le nom d'officiers russes qui se distinguèrent pendant le siège de la ville: Messiatsev, Khmeliov et Oboukh. Elle était construite de telle sorte qu'elle dominait la ville indigène.
Après la révolution d'Octobre, la forteresse joua un rôle déterminant pour la défense du pouvoir bolchévique, notamment au moment des émeutes de janvier 1919 dirigées par le rebelle antibolchévique Constantin Ossipov.
Dans les années 1970, le quartier alentour était principalement habité par des familles de militaires soviétiques. On installe à l'emplacement de la forteresse un institut militaire, un parc (fermé aujourd'hui) au début des années 1970 et un cinéma pour enfants (Le Pionnier). À l'emplacement d'anciens fossés où se trouve l'avenue de l'Ouzbékistan, on construit dans les années 1960 le bâtiment moderne du comité central du parti communiste de la RSS d'Ouzbékistan, devenu la résidence du président d'Ouzbékistan après l'indépendance du pays en 1991.